# Girls in Hawaii
Pour les articles homonymes, voir GIH.
Girls in Hawaii (GIH) est un groupe belge de pop indépendante. Il se compose initialement de six musiciens natifs pour la plupart de Braine-l'Alleud. Contrairement à ce que pourrait laisser entendre le nom du groupe, ses membres sont tous des garçons. Le batteur du groupe décède le 30 mai 2010, et Girls in Hawaii revient en 2012 avec deux nouveaux membres après une pause de deux ans. 

## Biographie

### Premières années etThe Winter EP
Le groupe est formé en 2000. À cette période, les deux chanteurs (Lio Vancauwenberge et Antoine Wielemans) sont tous deux animateurs d'une troupe scoute de Braine-l'Alleud pendant de nombreuses années (Troupe Tenochtitlan). C'est d'ailleurs dans les greniers des locaux des trois unités (scoute, guide et patro) de la Pomme qu'ils commencent leurs répétitions. Le groupe propose une musique pop rock mélodique dans la tradition indie telle que l'ont développée des groupes comme Grandaddy ou Pavement. Ils donnent leur premier concert en 2001 à l'Ihecstival, festival des étudiants de l'Ihecs, école de communication à Bruxelles où plusieurs membres du groupe étaient étudiants. Ils sortent un premier EP en février 2003 (Found In The Ground - The Winter EP) sur le label indépendant belge 62TV (qui s'est aussi occupé de groupes comme Venus ou Flexa Lyndo),,.

### Succès (2003–2010)
Peu de temps après son premier EP, GIH donne plusieurs concerts dans différents festivals en Europe et enregistre son premier album. From Here To There sort en novembre 2003 en Belgique, en France (au label Naïve), en Espagne, en Italie, et en Allemagne. Le groupe participe aux grands festivals d'été, de Werchter à Benicàssim, et l'album est distribué jusqu'au Japon, et aux États-Unis (sortie en octobre 2005 au label indépendant China Shop). Le groupe entame une mini-tournée acoustique aux États-Unis en avril 2006. From Here To There est vendu à plus de 60 000 exemplaires,.
Le deuxième album, Plan Your Escape, sort en février 2008, soit quatre ans après le premier. Il atteint la première place des classements français. Plus éclectique et moins évident que son prédécesseur, le disque est enregistré dans plusieurs vieilles maisons délabrées dans les Ardennes avec l'aide de Jean Lamoot (qui a travaillé avec Noir Désir et Alain Bashung entre autres). Le premier single extrait est This Farm Will End Up In Fire ; une tournée européenne suit. Durant cette même année 2008, le groupe reçoit l'octave pop/rock aux Octaves de la musique. En mai 2009, un documentaire relatant la vie du groupe lors de cette tournée, Not Here, sort en DVD. Deux titres sont retirés au dernier moment avant le pressage des albums. Les albums promotionnels comptent deux titres de plus que les albums commercialisés, il s'agit de Grasshopper et Coral (joués pendant la tournée). Le groupe fait paraître une version Deluxe contenant ces deux titres.

### Période sombre (2010–2011)
Denis Wielemans, batteur des Girls in Hawaii, décède le 30 mai 2010 lors d'un accident de voiture à Bruxelles. En 2010, le groupe enregistre deux chansons du duo électroclash Soldout, dans une version acoustique, I Don't Want to Have Sex With You et The Keys. Ces chansons figurent dans le disque Dead Tapes de Soldout.
En 2011, Girls in Hawaii ne réapparait pas au sein de la création Congotronics vs Rockers, un projet qui rassemble des groupes congolais (Konono N°1 et Kasai Allstars) et des artistes européens (Deerhoof, Juana Molina, ou Girls In Hawaii). Cette formation devait se produire aux Vieilles Charrues, au Festival de Roskilde, au Paléo Festival ainsi qu'aux Nuits Botanique 2011. Aux Nuits Botanique, premier festival de leur tournée, ils annulent leur participation et sont remplacés par le groupe également belge des Hoquets sur l'ensemble des festivals.

### Retour (2012–2016)
Le 7 septembre 2012, le groupe Girls in Hawaii annonce via les réseaux sociaux Facebook et Twitter commencer à travailler sur un nouvel album. Au même moment, GIH se trouve dans une résidence prêtée par le Festival Deep In The Woods, où il joue du 7 au 9 septembre 2012. De plus, le site Internet officiel du groupe qui était abandonné depuis la mort du batteur le 30 mai 2010, rouvre avec une image représentant une montagne. Pour l'occasion, deux nouveaux membres ont rejoint les quatre membres du groupe restants, Christophe Leonard ayant lui aussi quitté le groupe. Le premier est François Gustin (Hallo Kosmo, The Tellers, Mièle, Le Yéti) au clavier, ainsi qu'Andy Reinhard, à la batterie. Le 8 septembre 2012, pour remercier les fans du soutien qu'ils ont apporté, GIH publie une vidéo sur YouTube montrant le paysage depuis leur résidence au festival Deep in the Woods avec un extrait d'une probable nouvelle chanson.
Le 18 mars 2013, après plusieurs mois de silence, le groupe annonce le premier EP, tiré de leur troisième album prévu pour le 2 septembre 2013. Cet EP se nomme Misses, et devrait sortir durant le Record Store Day, le 20 avril 2013. Le 8 avril 2013, le groupe diffuse le clip de leur nouveau single, Misses sur YouTube, réalisé par Olivier Cornil. L'enregistrement du 3e album du groupe, intitulé Everest s'est effectué avec Andy Reinhard à la batterie, mais ce dernier a quitté le groupe juste avant le début des tournées promotionnelles de l'album. Boris Gronemberger rejoint le groupe, à la place d'Andy. Le 15 août 2013, le groupe diffuse le clip de leur 2e single, Not Dead sur YouTube, réalisé par Wim Reygaert,.
Le 17 octobre 2014, le groupe annonce la sortie de Hello Strange, album live enregistré en Belgique. Le groupe y revisite d'anciens morceaux et leur donne une couleur acoustique, d'autres morceaux sont revisités de façon très électronique. En 2014, Girls in Hawaii remporte l'octave spectacle/concert de l'année. Un an plus tard, les Octaves de la musique décerne au groupe le prix Jeff Bodart de la Sabam, saluant leur rayonnement scénique à l'étranger.

### Nocturne(depuis 2017)
Le 29 mai 2017, le compte YouTube officiel du groupe se voit gratifié du clip d'un single intitulé This Light ainsi que, le 28 août 2017, du single Walk aux sonorités plus électro. Ces deux singles sont issus de l'album Nocturne comprenant 10 titres et dont la date de sortie est le 29 septembre 2017. Il s'agit du cinquième album studio du groupe, « aux accents pop et électro ». À la fin de l'année, le groupe est rejoint par le batteur Bryan Hayart. Pendant la pandémie de Covid-19, le claviériste François Gustin quitte le groupe. La tournée qui débute à la fin de l'été 2021 voit les membres du groupe se succéder au clavier.